# 大井町中継局
大井町中継局（おおいまちちゅうけいきょく）は、東京都品川区に置かれていたSHFテレビ中継局である。

## 概要
- 東京タワー･東京送信所からの電波受信において、受信障害対策中継放送としてみずほ信託銀行が免許人となって設置された[要文献特定詳細情報]。
- 東京都区内における唯一の地上波テレビ中継局であったが、東京都域局である東京メトロポリタンテレビジョンは、中継局を設置していなかった[要文献特定詳細情報]。
- アナログ放送のみの設備のため2011年7月24日の停波で廃止された[要文献特定詳細情報]。

所在地 東京都品川区大井1丁目47番地NTビル
| 放送局名            | チャンネル | 空中線電力        | ERP                | 放送対象地域     | 放送区域内世帯数 |
| UD放送大学学園      | 64         | 映像50mW /音声5mW | 映像1.6W 音声160mW | 授業放送実施区域 | 1640世帯         |
| NHK東京総合         | 66         | 映像50mW /音声5mW | 映像1.6W 音声160mW | 関東広域圏       | 1640世帯         |
| NHK東京Eテレ        | 68         | 映像50mW /音声5mW | 映像1.6W 音声160mW | 全国             | 1640世帯         |
| NTV日本テレビ放送網 | 70         | 映像50mW /音声5mW | 映像1.6W 音声160mW | 関東広域圏       | 1640世帯         |
| TBSテレビ           | 72         | 映像50mW /音声5mW | 映像1.6W 音声160mW | 関東広域圏       | 1640世帯         |
| CXフジテレビジョン  | 74         | 映像50mW /音声5mW | 映像1.6W 音声160mW | 関東広域圏       | 1640世帯         |
| EXテレビ朝日        | 76         | 映像50mW /音声5mW | 映像1.6W 音声160mW | 関東広域圏       | 1640世帯         |
| TXテレビ東京        | 78         | 映像50mW /音声5mW | 映像1.6W 音声160mW | 関東広域圏       | 1640世帯         |